# Anathallis vestita
Anathallis vestita är en orkidéart som först beskrevs av Friedrich Fritz Wilhelm Ludwig Kraenzlin, och fick sitt nu gällande namn av Alec M. Pridgeon och Mark W. Chase. Anathallis vestita ingår i släktet Anathallis och familjen orkidéer. Inga underarter finns listade i Catalogue of Life.